# Sega Activator
Sega Activatorはセガ（後のセガ・インタラクティブ）のモーションキャプチャデバイス。

## 概要
ジェネシス用の入力デバイスで8角形の環状でプレイヤーはその中で体を動かす事によってゲームをプレイする。一種のモーションキャプチャデバイスで現在のジェスチャー式ユーザインタフェースの先駆けともいえるものだったが、当時、対応していたソフトは限られていた。赤外線を使用して動きを検出する。